# Brujería
 (mars 2012).
Si vous disposez d'ouvrages ou d'articles de référence ou si vous connaissez des sites web de qualité traitant du thème abordé ici, merci de compléter l'article en donnant les références utiles à sa vérifiabilité et en les liant à la section « Notes et références ».
Ne doit pas être confondu avec Brujería (film).
Brujería est une chanson de la chanteuse colombienne Shakira, sortie en 1993 et tirée de son album Peligro. La chanson a été écrite par Eduardo Paz. 